# ماك رينولدز (لاعب كرة قدم أمريكية)
ماك رينولدز (بالإنجليزية: Mack Reynolds)‏ هو لاعب كرة قدم أمريكية أمريكي، ولد في 11 فبراير 1935 في مانسفيلد في الولايات المتحدة، وتوفي في 8 سبتمبر 1991 في شريفبورت في الولايات المتحدة.

## وصلات خارجية
- ماك رينولدز على موقع مرجع كرة القدم المحترفة.كوم (الإنجليزية)